# Gustav Lehrbacher
Gustav Lehrbacher (ur. 1925, zm. ?) – zbrodniarz nazistowski, członek załogi niemieckiego obozu koncentracyjnego Mauthausen-Gusen i SS-Mann.
Obywatel czechosłowacki narodowości niemieckiej. Z zawodu szewc. Członek Waffen-SS. 20 lutego 1943 rozpoczął służbę jako strażnik w obozie głównym Mauthausen. 11 sierpnia 1943 przeniesiony został do podobozu Gross-Raming, gdzie pozostał do 22 lutego 1944. Następnie powrócił do obozu głównego, gdzie pełnił służbę do 9 kwietnia 1945.
Gustav Lehrbacher został osądzony w procesie załogi Mauthausen-Gusen (US vs. Kaspar Götz i inni) i skazany na karę 25 lat pozbawienia wolności. Jak ustalił trybunał, oskarżony bił więźniów kolbą karabinu. W lipcu 1943 ciężko okaleczył w ten sposób więźnia narodowości jugosłowiańskiej.